# Wspaniała i kochana przez wszystkich
Wspaniała i kochana przez wszystkich (tytuł oryg. Underbar och älskad av alla) – szwedzki komediodramat z 2007 roku w reżyserii Hannesa Holma, powstały na podstawie powieści Martiny Haag pt. Underbar och älskad av alla (och på jobbet går det också jättebra).
Światowa premiera filmu miała miejsce 21 sierpnia 2007 roku, natomiast w Polsce odbyła się 20 maja 2011 roku.

## Opis fabuły
Bella Eklöf (Martina Haag) jest słabą aktorką. Ma prawie 40 lat i problemy finansowe. Za namową przyjaciółki, postanawia zrobić coś ze swoim życiem. W nadziei na bardziej atrakcyjne zlecenia, dopisuje do swego CV umiejętności akrobatyczne...

## Obsada
- Martina Haag jako Isabella Eklöf
- Nikolaj Coster-Waldau jako Micke
- Ellen Mattsson jako Kajsa
- Katrin Sundberg
- Per Sandberg
- Jan Mybrand
- Ingrid Luterkort
- Daniella Dahmén jako Tove
- Hanna Ekman jako Josefine
- Stig Engström jako Rolf
- Chatarina Larsson jako Mamma
- Jonas Malmsjö jako Pelle